# Noua metodă austriacă de construire a tunelurilor

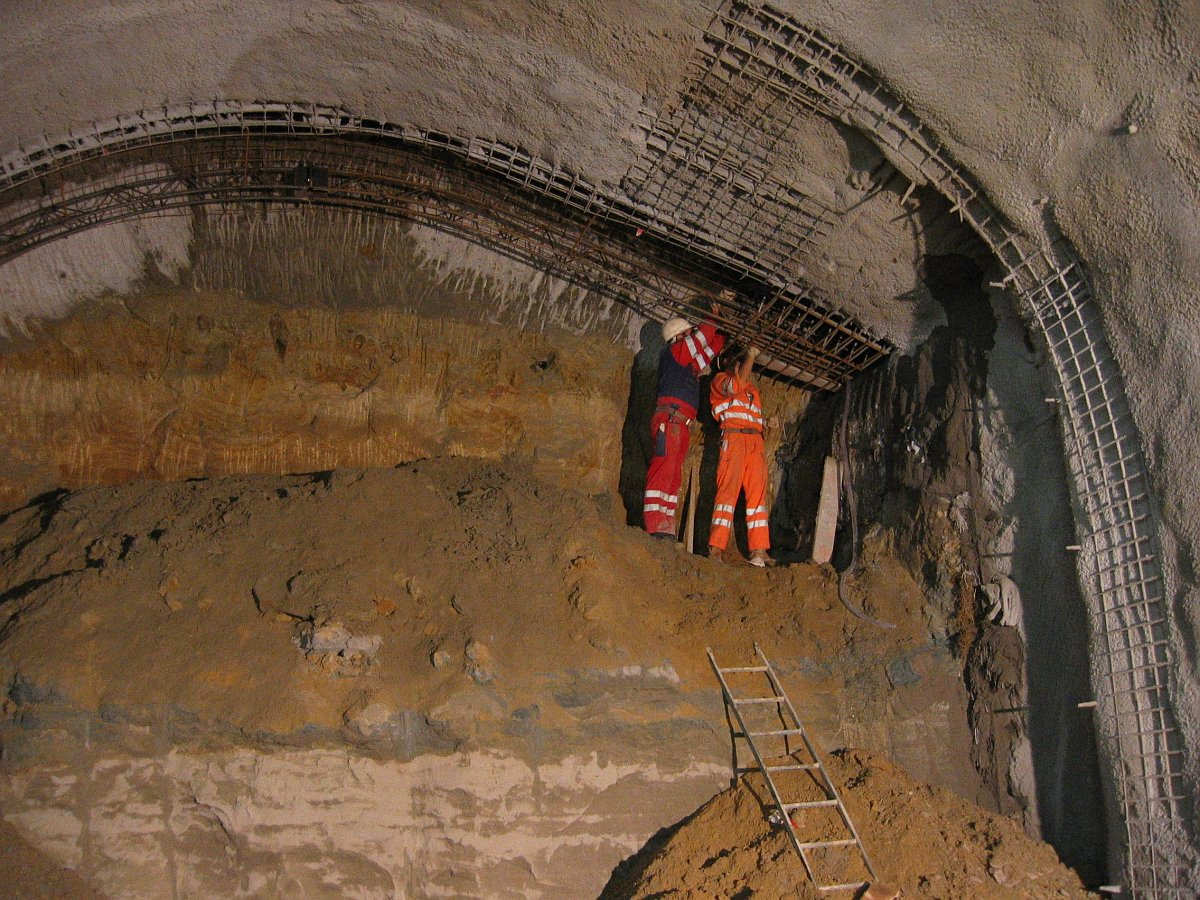
Noua metodă austriacă de construire a tunelurilor

Noua metodă austriacă este o metodă de lucru întrebuințată la construcția tunelurilor și galeriilor subterane, folosind unele metode de lucru preluate din minerit. Această metodă s-a folosit pentru prima dată în Austria și a fost dezvoltată între 1957 și 1965.
Metoda are la bază două operații: torcretarea și bulonarea sau ancorarea.
- Torcretarea este o operație prin care, cu ajutorul unor aparate speciale, se împroașcă beton la presiune mare pe pereții tunelului.
- Bulonarea este operația prin care se ancorează straturile de pământ sau roci mai slabe din jurul galeriilor și tunelurilor.

Metoda își are originile la sfârșitul secolului al XIX-lea - începutul secolului XX. „Actul de naștere” se consideră a fi articolul publicat de R. Fenner în 1938.